# Helen Jerome Eddy
Helen Jerome Eddy (New York City, 25 febbraio 1897 – Alhambra, 27 gennaio 1990) è stata un'attrice statunitense.

## Biografia
Nata a New York e cresciuta a Los Angeles, debuttò al teatro della Pasadena Playhouse. Al cinema debuttò nel 1915 con il film The Red Virgin, realizzato negli studi californiani del produttore Siegmund Lubin. Passò poi alla Paramount, dove interpretò più volte il ruolo dell'eroina distinta e gentile.
Superò la transizione al sonoro, anche se non ebbe più parti da protagonista, interpretando in tutta la sua carriera più di 130 film, fino a un'ultima apparizione nel 1947 nel film di Norman Z. McLeod Sogni proibiti, con Danny Kaye.
Conclusa la carriera di attrice cinematografica, lavorò come agente immobiliare a Pasadena e di tanto in tanto calcò le scene del Pilgrimage Theatre di Hollywood.

## Riconoscimenti
- Young Hollywood Hall of Fame (1908-1919)

## Filmografia parziale
- The Red Virgin (1915)

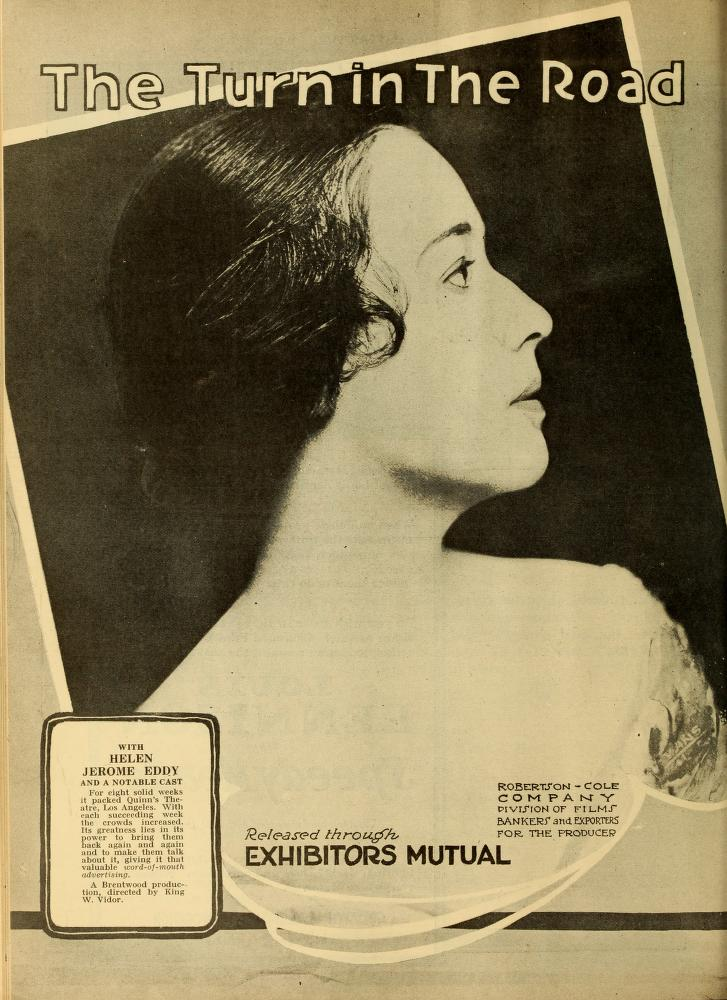
HJ Eddy nella pubblicità del film La svolta della strada

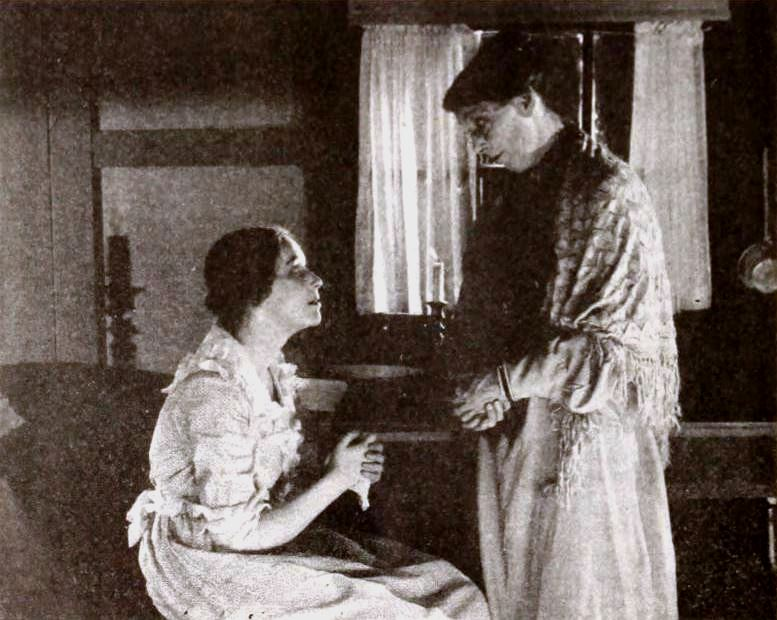
Con Edythe Chapman nel film The County Fair

- The Gentleman from Indiana, regia di Frank Lloyd (1915)
- Madame la Presidente (1916)
- Rebecca of Sunnybrook Farm (1917)
- The Marcellini Millions, regia di Donald Crisp (1917)
- The Spirit of '17, regia di William Desmond Taylor (1918)
- Jules of the Strong Heart, regia di Donald Crisp (1918)
- La svolta della strada (The Turn in the Road), regia di King Vidor (1919)
- Il segreto della felicità (Pollyanna), regia di Paul Powell (1920)
- The House of Toys, regia di George L. Cox (1920)
- The County Fair (1920)
- The Other Woman (1921)
- The Flirt (1922)
- The Country Kid, regia di William Beaudine (1923)
- An Old Sweetheart of Mine, regia di Harry Garson (1923)
- The Fire Patrol (1924)
- The Dark Angel (1925)
- La signora dalle camelie (Camille), regia di Fred Niblo (1926)
- Via Belgarbo (Quality Street), regia di Sidney Franklin (1927)
- Vigilia d'amore (1928)
- Trafalgar (1929)
- War Nurse (1930)
- Girls Demand Excitement (1931)
- Non c'è amore più grande (No Greater Love), regia di Lewis Seiler (1932)
- The Impatient Maiden, regia di James Whale (1932)
- L'amaro tè del generale Yen (1933)
- Quando una donna ama (1934)
- The Keeper of the Bees (1935)
- Il medico di campagna (1936)
- Annie del Klondike (Klondike Annie), regia di Raoul Walsh (1936)
- The Women Men Marry (1937)
- Strange Case of Dr. Meade (1938)
- Mr. Smith va a Washington (1939)
- Musica indiavolata (1940)
- Sogni proibiti (1947)